# Польцевская культура
По́льцевская культура — археологическая культура народов Приамурья, Приморья, северо-восточной части Маньчжурии, относится к эпохе конца раннего железного века; датируется VII веком до н. э. — IV веком н. э. Выделена в отдельную культуру А. П. Окладниковым и А. П. Деревянко.
А. П. Окладников соотносил Польцевскую культуру с тунгусо-маньчжурскими народами, которые переселились в Приамурье из Прибайкалья. А. П. Деревянко считает носителями урильской (X—V века до н. э.) и польцевской культур народ илоу, известный по китайским письменным источникам.

## Описание
Название получено по поселению Польце у села Кукелево Еврейской автономной области. Деревянко подразделяет польцевскую культуру Приамурья на три этапа: желтояровский (VII—VI вв. до н. э.), польцевский (VI—I вв. до н. э.), кукелевский (I—IV вв.). Из Приамурья культура распространилась в Приморье, в южной части которого памятники выделяют в ольгинскую культуру (конец III—II вв. до н. э.—IV [возможно VI] век н. э.). Наряду с отличиями существует сходность польцевской и ольгинской культур. Многие ольгинские группы памятников относят к польцевской культурной общности, что говорит о её производной от польцевской, но впитавшей в себя местные кроуновские черты культуры (кан, типы посуды, металлические изделия). В Китае, на северо-востоке Маньчжурии, эту культуру называют Ваньяньхэ. Элементы польцевской культуры известны также в культурах более северных территорий — Якутии, Охотоморье и на Японских островах периода Яёй.
Результаты исследований показали, что освоение польцевцами многих районов Приморья происходило не в результате военных походов, а медленно, поэтапно. Польцевцы двигались на юг через территорию, прилегающую к Уссури не только с востока, но и с крайних северо-восточных районов современного Китая. При освоении новых земель они на некоторое время закреплялись на них, вступая в не всегда мирные взаимоотношения с аборигенным населением. Для защиты приобретённого, они строили оборонительные сооружения — о чём свидетельствуют городища на Уссури и в её окрестностях.
Польцевская культура это культура, по степени своего влияния, выходящая далеко за региональные рамки. Это монокультура, сформировавшаяся на территории Приамурья, а затем распространившаяся в Приморье. Столь же обширны ареалы расселения ещё двух культур, следовавших за польцевской и впитавших ряд её компонентов — мохэская и чжурчжэньская.
Археологический памятник Польце I был открыт А. П. Окладниковым в 1935 году и обследован А. П. Деревянко в 1960-е годы. Это одно из наиболее исследованных поселений. На территории Приамурья обнаружено около ста памятников этой культуры и столько же в Приморье. Полностью раскопаны и исследованы несколько из них, остальные известны в ходе разведок и шурфовочных работ.
Опорные памятники:
- в Приамурье — Амурский Санаторий, Кукелево, Найфельд, Польце, Жёлтый Яр, Рыбное Озеро, Кочковатка и др.;
- в Приморье — Сенькина Шапка, Булочка, Синие Скалы, городища: Новогордеевское, Ауровское и Глазовка, и др. На памятнике Сокольчи (бухта Валентин) в 1959 году обнаружены три культурных горизонта, из которых два последних относятся, соответственно, к кроуновской и польцевской культурам. На сопке Булочка в 1970 году был раскопан многослойный памятник, где под остатками польцевских жилищ обнаружили кроуновский слой. Это доказывало стратиграфическую последовательность культур. С 1970-х годов название «Польцевская культура» вошло в терминологию археологии Приморья. В октябре 2021 года под Находкой найдено ещё одно крупное поселение.[2]

### Жилища и хозяйство
Поселения располагались по берегам рек и озёр на высоких террасах. Посёлки насчитывали по 20—30 полуземлянок. Застройка плотная — один, два метра между домами. Жилища каркасно-столбовой конструкции углублялись в землю на 0,3—1,5 м, стены, для утепления, снаружи присыпались завалинкой, пол покрывался слоем мелкой дресвы и глины. Вдоль стен устраивались нары. В центре жилища находился очаг или кановые печи Г-, П- или С-образной формы. Иногда перед входом устраивался на столбах навес или тамбур.
Население занималось уже производящим хозяйством — земледелием, скотоводством и также охотой, и рыболовством. Найдены костные останки лошадей, косуль, маралов, свиней, дикого кабана, много рыбьих костей, скоплений раковин. Домашними промыслами были ткачество и кожевенное производство.
Многочисленны украшения из бронзы, камня, кости и глины — бусы, подвески, кольца; разнообразны глиняные пряслице. Из чугуна и железа изготавливали кельты, стамески, шилья, ножи, рыболовные крючки, наконечники стрел. Земледельческие орудия — мотыги, песты, ступы, жатвенные ножи изготавливались из камня и железа; из кости — наконечники стрел, накладки на лук, шилья, иглы.

### Керамика
Очень представительна категория находок из керамики. Посуда лепная горнового обжига без применения гончарного круга. Некоторые формы сосудов изготовлены с использованием поворотного столика. Характерны крупные узкогорлые сосуды-вазы с выпуклым туловом и широким блюдообразноотогнутым венчиком, сосуды баночной формы, миски, чаши, светильники. Сосуды украшались орнаментом, выполненным техникой налепа, прочерчивания, тиснения. Имеются широкие орнаментальные пояса из горизонтальных и волнистых линий, расчёсов гребенчатого штампа. Другие композиции представляют пояски штриховых треугольников, ряды вертикальных насечек, зигзагов, пальцевых отпечатков. Керамика польцевской культуры в Приамурье отличается большим типолого-морфологическим разнообразием. Керамика Приамурья типологически разнообразнее, чем приморская.

### Захоронения
Захоронения представлены трупосожжением на уровне древнего горизонта или в ямах, под каменной выкладкой. Останки кремировали также в крупных вазовидных урнах. Много курганных захоронений. Обнаружены захоронения с трупоположением, сопровождаемое незначительным наличием инвентаря, сосудов, остатков пищи.